# 洩矢神社
洩矢神社（）は、長野県岡谷市川岸東橋原区（旧橋原村）にある神社。旧社格は村社。

## 概要
諏訪地方の伝承に登場する洩矢神を祭神としている。創建年代は不詳。現在天竜川から約200メートル離れた場所にあるが、本来は川のほとりに立っていたといわれている。
現在地の周辺には縄文時代にさかのぼる複数の遺跡が確認されている。当社の西南側にある経塚（経塚原）遺跡は一時洩矢神の住居跡と信じられていたようである。

## 祭神
- 洩矢神

旧橋原村の産土神。諏訪大社上社に務めてきた守矢氏の遠祖とも。

## 由緒
地域に伝わる諏訪明神入諏伝承によると、先住の国津神の洩矢神が諏訪に進入しようとしていた建御名方神（諏訪明神）と対抗して争ったが、戦いに敗れて降服した。建御名方神に仕える者となり、諏訪大社上社の社家守矢氏の始祖となった。
中世に書かれた文献においては諏訪明神と洩矢神が争った場所を守屋山の麓（上社本宮周辺）とされているが、天竜川のほとりを両者の戦場とする異伝は江戸時代の伝承記録に見られる。現在は洩矢神社と三沢区にある藤島神社が二柱の神の陣地の跡と一般的に認識されている。
なお、当社は元々花岡村（現・岡谷市湊）に鎮座し、この村から橋原村に移住した花岡氏を伴って遷座されたという言い伝えもある。

### 天竜川の藤

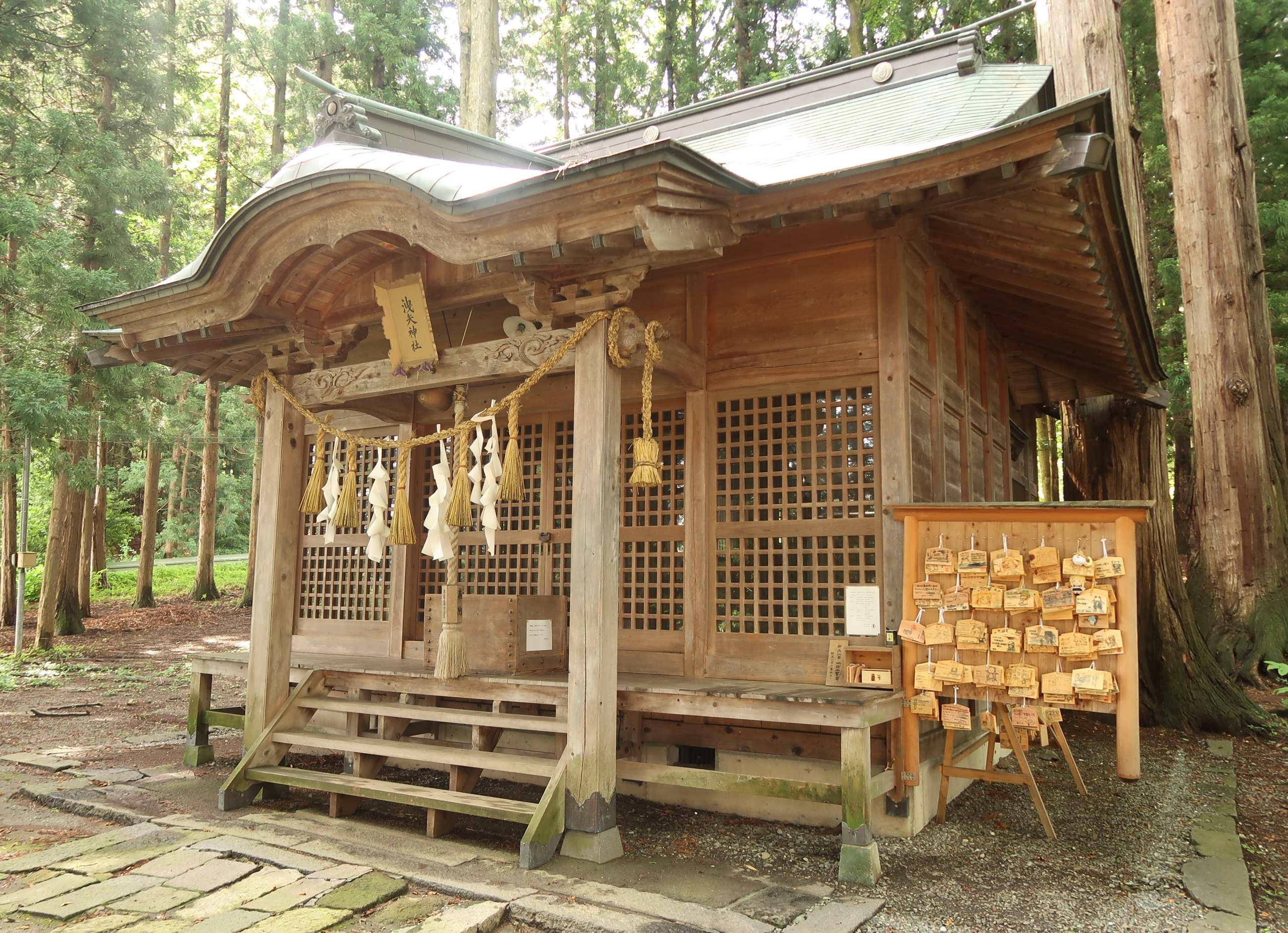
本殿を覆う覆屋

言い伝えによると、洩矢社は元々は天竜川のほとりにあった。境内にある藤の木が対岸の藤島神社の藤の木と絡み合い、大きい橋に見えるほど繁茂していた。寛文年間（1661年～1673年）の頃、諏訪藩主は天竜川の蛍狩り遊覧のため藤を伐り払うように命じたが、人々は神の祟りを恐れて伐る者がいなかった。新屋敷の小石嘉右衛門という傲慢な人が山役の料（蔵米三升）二人分を条件に藤を伐採したところ、間もなく気がおかしくなってしまった。京都の吉田家に祈祷してもらい少し収まったが、ある日、祈祷の札を頭にのせて家を飛び出し、「半の木」という山腰（現・岡谷市半ノ木か）で突然倒れて死んだ。神罰を恐れた人々はその場所に神札を祀って「鎮目大明神」と名づけた。
命令を下した藩主にも祟りがあったため、お詫びに城内で祠を作らせて奉納することにしたが、あまりにも大きすぎて大手門を出ることができなかった。やむなく少し縮めて奉納されたのが現在の本殿であるといわれている。この際に当社を現在地へ遷座し、藩主が神事免を寄付した。それ以降は当社が諏訪藩主に篤く崇敬され、明治維新期の廃藩置県まで例祭は藩主によって行われた。

## 神徳
霊験あらたかな神とされ、特に産婦が底抜けの柄杓を献納すれば安産ができるといわれている。

## 祭事
- 元始祭
- 除蝗祭
- 例祭（10月20日[11][12]、現在は10月第3日曜日[4]）
- 二年参り（12月31日）
- 御柱祭（寅年・申年）
古来は諏訪大社下社の御柱祭と同日に行われたが、近年では諸事情により他の日で行なわれている[4]。

なお、諏訪大社との深い関わりから、大社の織旗と同じ太さのものを許されている。

## 交通アクセス
- JR東日本中央本線 岡谷駅より徒歩約15分（約1.1km）
- シルキーバス川岸橋原線 「洩矢社前」バス停より徒歩1分

## 関連場所

### 洩矢大神御旧趾碑

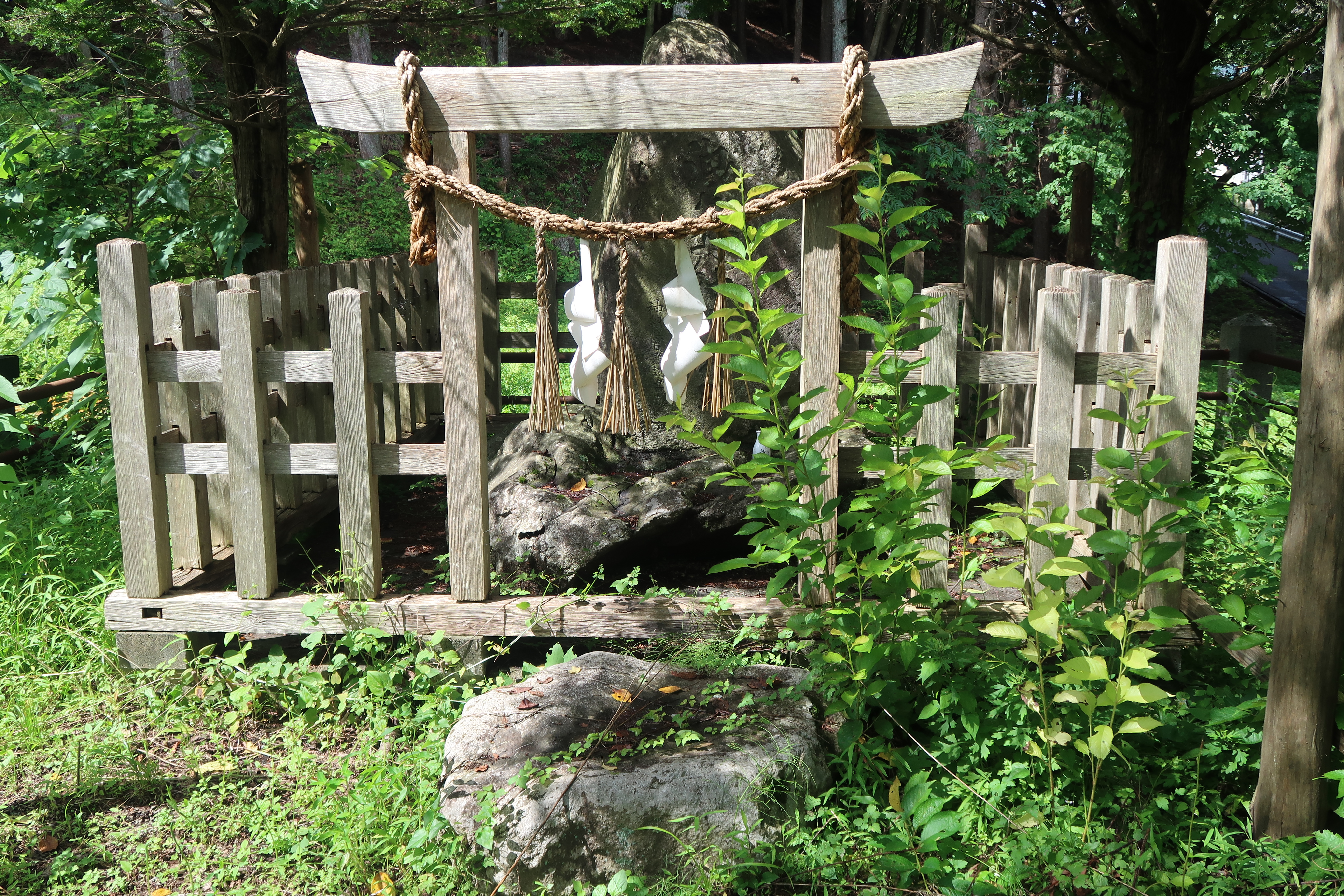
洩矢大神御舊趾

当社から約300m（徒歩5分）離れた位置にある石碑。碑銘は神長官・守矢実顕（第75代、1825年～1903年）の揮毫によるもの。遷座記念碑によると元々は「洩矢大神の住居跡」（上述の経塚遺跡）にあったが、昭和53年（1978年）に中央自動車道の建設事業により現在地に移された。
位置：
北緯36度02分56秒 東経138度02分05秒 / 北緯36.04889度 東経138.03472度

### 龍源山の神
洩矢神社から約1.3km（徒歩19分）離れた岡谷市湊（旧花岡村）にある祠であり、昔は「左山神（ひだりやまのかみ）」と呼ばれていた。祭神は大山祇神。
当地の伝承によれば、かつては洩矢神がこの周辺にあった部落の人々に産土神として崇められていた。二十数軒もある部落であったが、立地条件に恵まれていないため、明暦（1655年～1658年）の頃から人々が段々とここを離れ、他所へ移動していた。花岡姓を名乗る一軒が隣の橋原村へ引っ越した際に、ここに祀られていた洩矢神を橋原のほうに遷座し、その社の跡に山の神を祀って松の木を植えた。木の枝が栄えたため、「枝垂（）れ山の神」（後に「左山の神」に転化）と呼ばれるようになったという。
中央道の通過により、その工事用道路として拡幅があり、旧地から一段上へ移転された。

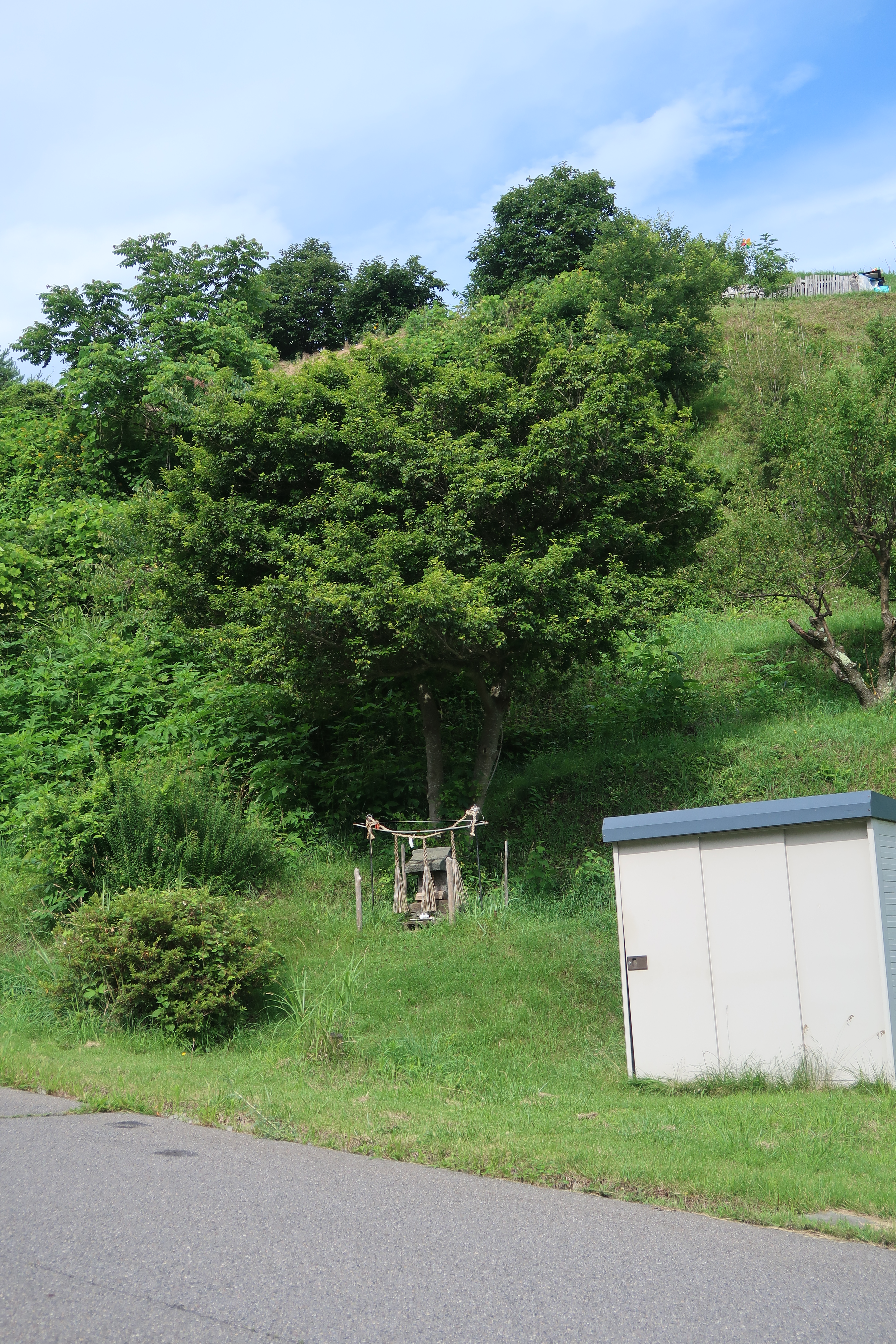
龍源山の神

位置：北緯36度03分09秒 東経138度02分53秒 / 北緯36.05250度 東経138.04806度

## 画像

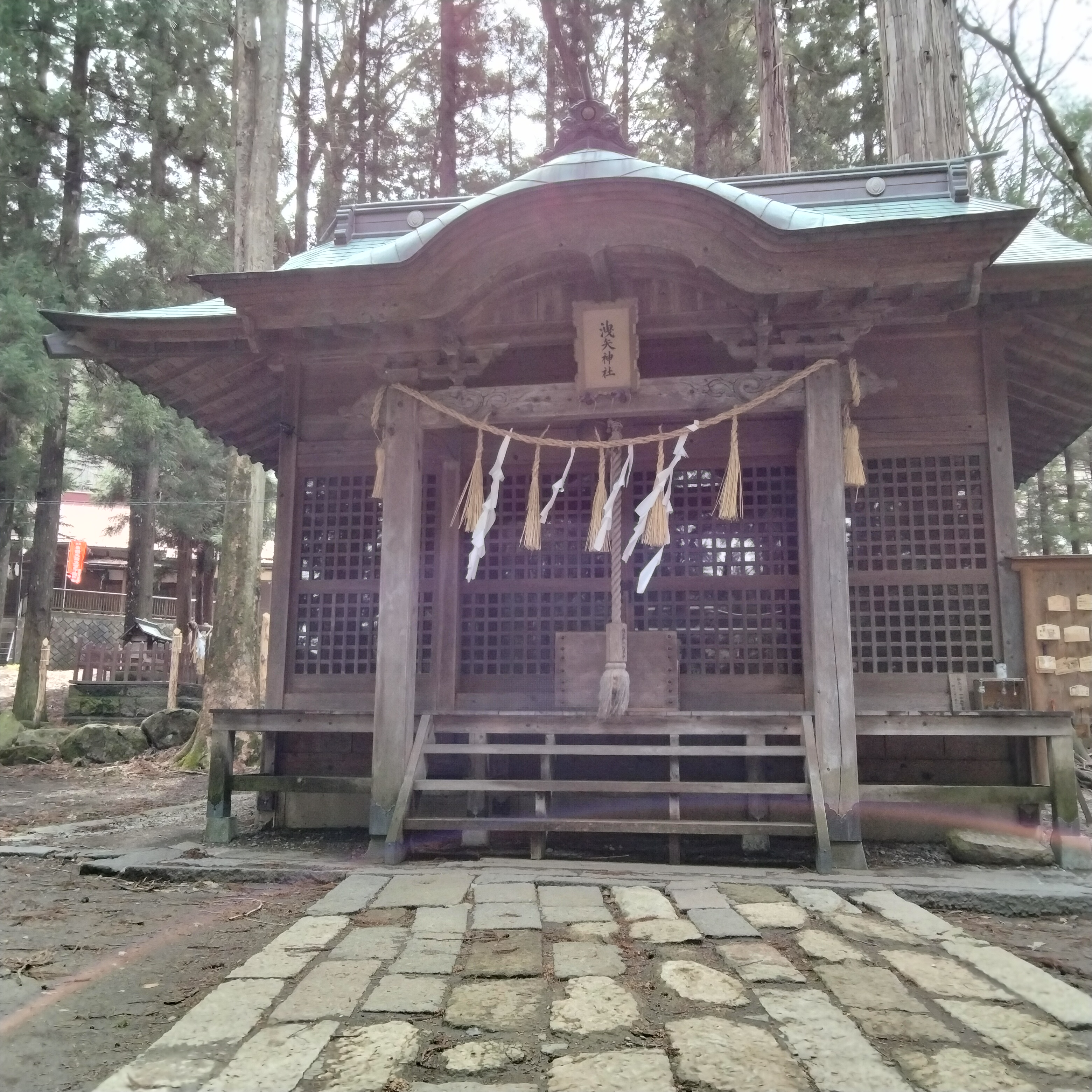